# Голдрайх, Петер
Петер Голдрайх (англ. Peter Goldreich; р. 14 июля 1939, Нью-Йорк, США) — американский астрофизик, профессор Института перспективных исследований и Калифорнийского технологического института.
Член Национальной академии наук США (1972).

## Образование и карьера
Голдрайх окончил Корнеллский университет, получив в 1960 году диплом бакалавра, в 1963 году там же получил докторскую степень под научным руководством Томаса Голда. В 1963—1964 годах занимался научной работой в штате Кембриджского университета. С 1964 по 1966 год работал ассистент-профессором на кафедре астрономии и геофизики в Калифорнийском университете в Лос-Анджелесе.
В 1966 году перешёл в Калифорнийский технологический университет, где до 1969 года работал на должности адъюнкт-профессора, после чего получил должность собственно профессора (англ. full professor). В 1981 году возглавил профессорскую кафедру астрофизики и планетарной физики Ли Дюбриджа.

## Научные достижения
- В 1969 году Голдрайх совместно с Аларом Тooмрe первыми объяснили процесс движения полюсов Земли сложением вращательных составляющих (прецессии и нутации) с силами, возникающими при континентальном дрейфе[7].
- В сотрудничестве с Джорджем Эйбеллом установил, что образование планетарных туманностей связано со сбросом внешней оболочки красных гигантов при их превращении в белые карлики[8].
- В 1979 году Голдрайх вместе со Скоттом Тремэйном[англ.] предположили, что кольцо F Сатурна обслуживается спутниками-пастухами, предсказание было подтверждено наблюдениями и исследованиями в 1980 году[9][10][11][12]. Также учёные предположили, что кольца Урана удерживаются на орбите планеты похожим механизмом, что было подтверждено в 1986 году.
- В 1980 году снова в сотрудничестве с Тремэйном был предложен механизм планетарной миграции, который объяснял происхождение горячих юпитеров[13][14].

## Награды и признание
- 1960—1961 — Почётная президентская стипендия Вудро Вильсона[3].
- 1968—1970 — Стипендия Слоуна [3].
- 1972 — Выбран членом Национальной академии наук США[15].
- 1973 — Член Американской академии искусств и наук[3].
- 1979 — Премия Генри Норриса Рассела[3][15].
- 1981 — Почётное звание «Калифорнийский учёный года 1981»[3][16].
- 1985 — Медаль Чепмена[3].
- 1986 — Премия Дирка Брауэра[3].
- 1992 — Премия Джерарда Койпера[3][17].
- 1993 — Золотая медаль Королевского астрономического общества[3][15][18].
- 1995 — Национальная научная медаль США[3][15][19][20].
- 2004 — Иностранный член Лондонского королевского общества[21].
- 2006 — Гранд-медаль Французской академии наук[4][6][22].
- 2007 — Премия Шао[23].

Открытый в 1981 году астероид (3805) Голдрайх назван в его честь.